# Javier Barraycoa Martínez
Javier Barraycoa Martínez (Barcelona, 1963) és un filòsof i escriptor català d'ultradreta, doctorat en filosofia i vicerector de la Universitat Abat Oliba. Ha estat secretari del partit Comunió Tradicionalista Carlista a Catalunya. Ha publicat llibres Cataluña Hispana i Historias ocultas del nacionalismo catalán. És l'actual president de Somatemps i es reivindica com a cofundador de Societat Civil Catalana malgrat que l'entitat li nega la condició. Tanmateix, sí que se'l considera un dels creadors del blog digital d'opinió, vinculat a l'extrema dreta espanyolista, Dolça Catalunya.